# O Corgo
O Corgo – miasto w Hiszpanii w regionie Galicja w prowincji Lugo. W 2009 roku liczyło 3 993 mieszkańców.